# Новая (Октябрьское сельское поселение)
Но́вая (на некоторых картах Но́вая Дере́вня) — деревня Октябрьского сельского округа в Октябрьском сельском поселении Рыбинского района Ярославской области .
Деревня расположена с северо-восточной стороны, на небольшом удалении от железной дороги Ярославль-Рыбинск. Ближайшая железнодорожная станция Пиняги расположена примерно в 2 км к юго-востоку. От Пиняг через Новую деревню проходит просёлочная дорога на деревню Ивакино, стоящую на расстоянии около 700 м к северо-западу и далее, к Антоново. Эти три деревни крайние в западном направлении деревни Октябрьского сельского поселения, к западу, юго-западу и северо-западу от них — Волжское сельское поселение. Пересыхающие ручьи в окрестностях Новой деревни являются истоком реки Уткашь, на полдороге между Новой и Ивакиным водоток (судя по топокарте) становится постоянным .
На 1 января 2007 года в деревне числилось 4 постоянных жителя . Почтовое отделение, находящееся в посёлке Лом, обслуживает  в деревне 2 дома .